# استان توین کوانگ
استان توین کوانگ (به لاتین: Tuyên Quang Province) یک استان در ویتنام است که در منطقه شمال شرقی ویتنام واقع شده‌است.

## خصوصیات
استان توین کوانگ ۵٬۸۷۰٫۴ کیلومترمربع مساحت و ۷۴۶٬۹۰۰ نفر جمعیت دارد.